# Denise de Chazal
Pour les articles homonymes, voir Chazal.
Denise de Chazal, née le 25 juillet 1887 et morte le 27 février 1971, est une personnalité politique mauricienne, décorée de l'Ordre de l'Empire britannique.
En marge des élections législatives mauriciennes de 1948, elle est désignée le 23 août 1948 par le gouverneur général Donald Mackenzie-Kennedy comme une des douze conseillers législatifs. Elle reste à cette fonction jusqu'aux législatives suivantes en 1953.